# Pedena
Pedena (in croato Pićan) è un comune croato di 1 820 abitanti dell'Istria orientale. È degna di nota la Diocesi di Pedena, ora soppressa, una delle più piccole al mondo.

## Località
Il comune di Pèdena è diviso in 10 insediamenti (naselja):
| - Carbune (Krbune) - Cucorini (Kukurini) - Giacomini (Jakomići) - Grobenico dei Carnelli (Grobnik) - Mantovani (Montovani) | - Pèdena (Pićan), sede comunale - Santa Caterina (Sveta Katarina) - Tupliaco o Tupliacco (Tupljak) - Villa Orizzi (Orič) - Zaici (Zajci) |

Altre località nel comune: Monte Testa Bianca (Beloglavski Breg) · Belussi (Belušići) ·  Benici (Benići) · Lucchesi (Lukezi o Lukeži) · Obres (Obrš) · Vertlich - San Bartolomeo (Vrtlić).
Pèdena fu fatta comune ai tempi della Jugoslavia staccandola da Pisino.

## Società
| %      | Ripartizione linguistica (gruppi principali) |
| ------ | -------------------------------------------- |
| 98,36% | madrelingua croata                           |
| 0,44%  | madrelingua italiana                         |

Fino al 1947 nel territorio comunale era presente una forte minoranza italiana, che costituiva la maggioranza degli abitanti del centro abitato di Pedena (dal quale sono escluse le frazioni).